# (9365) Chinesewilson
(9365) Chinesewilson (1992 RU3) – planetoida z grupy pasa głównego asteroid okrążająca Słońce w ciągu 3,42 lat w średniej odległości 2,27 j.a. Odkryta 2 września 1992 roku.